# Tício
Tício (em grego clássico: Τιτυός; transl. Tityós), na mitologia grega era um gigante, filho de Zeus e Elara, filha de Orcómeno. Zeus escondeu Elara de sua esposa, Hera, embaixo da Terra, onde ela deu à luz. Tício cresceu tanto que acabou por dividir o ventre de sua mãe em duas partes, o que leva muitas versões a considerar Tício como filho de Gaia.
Tício tentou violentar Leto, instigado por Hera, e foi morto a flechadas por Apolo e Ártemis. Como tortura eterna, foi condenado a ficar, após sua morte, esticado no Hades, preso por seus braços e pernas, o qual cobria nove hectares , com abutres comendo o seu fígado.
O nome Tício pode ser derivado da palavra grega Tisis, que significa aquele que sofre represálias. Alternativamente, Tício pode estar ligado com a palavra Tityroi, nome beócio para sátiros tocadores de flauta. 